# المحطة الغربية (مترو الرياض)
المحطة الغربية هي محطة نقل سريع، تخدم كإحدى المحطات الرئيسية للمسار البرتقالي ضمن شبكة قطار الرياض (مترو الرياض). تقع المحطة في حي السويدي الغربي، وتحديدًا في سوق الخضار المركزي، عند التقاء مسار المترو البرتقالي (المسار 3) ومسار الحافلات المخصص على شارع الشيخ محمد بن عبد اللطيف، وتبلغ مساحتها نحو 12,500 م متر مربع.
تتضمن المحطة الغربية محطتين إحداهما للمترو والأخرى للحافلات، وكذلك مبنى لمواقف السيارات يتسع لنحو 1000 سيارة. صُممت بواسطة شركة دار الدراسات العمرانية وشركاهم مهندسون استشاريون السعودية.